# 西安聖フランシスコ大聖堂
西安聖フランシスコ大聖堂（せいあんせいフランシスコだいせいどう、中国語: 西安方济各主教座堂）は、別名を五星街天主教堂または西安南堂といい、中国陝西省西安市碑林区五星街17号にあるキリスト教カトリック西安教区の司教座聖堂であり、1716年からの古い歴史を持つ。

## 歴史
聖堂はイタリアのフランシスコ会により創建された。1884年、陝西使徒座代理区司教高一志と司教総代理林寄愛は聖堂を拡張した。建築面積は700平方メートルで、聖堂の高さは17.45メートル、聖堂敷地内に附属する建物は158間で、総面積は13,334平方メートル。1930年、戴夏徳司教は陝西中境代理区（西安代理区）の区長館を高陵県通遠坊から本聖堂に移した。
20世紀前半に玫瑰女子中学・小学、若瑟男子小学と安多医院が経営されていた。1966年に文化大革命が勃発して、聖堂は占有された。1980年、聖堂は西安教区に返還された。2008年に陝西省文物保護単位に加えられた。